# 日本救急医学会東海地方会
日本救急医学会東海地方会（にほんきゅうきゅういがくかいとうかいちほうかい）は、東海地方の救急医学の進歩発展を図るために設立された学術団体。前身は東海救急医学会。参加都道府県は、愛知県・岐阜県・三重県・静岡県。のちの日本救急医学会東海甲信地方会の母体となった。 

## 沿革
参加県は、愛知県・岐阜県・三重県・静岡県であり、総会（秋）と学術集会（春）として年2回、開催された。1995年より長野県が参加。2000年に山梨県が参加した。2001年より機関誌「日本救急医学会東海地方会誌」ISSN 1343-4209 を刊行した。2003年より日本救急医学会東海甲信地方会に改称した。
| 回数           | 開催年月       | 会長                         | 会長所属（開催当時）                                                 | 開催地   | 備考                             |
| -------------- | -------------- | ---------------------------- | -------------------------------------------------------------------- | -------- | -------------------------------- |
| 第4回総会      | 1987年10月31日 | 草川 稔                      | 三重大学医学部胸部外科 教授                                          | 三重     | 三重県医師会館                   |
| 第4回学術集会  | 1988年 2月13日 | 草川 稔                      | 三重大学医学部胸部外科 教授                                          | 三重     | 三重県医師会館                   |
| 第5回総会      | 1988年10月29日 | 山本道雄                     | 岐阜大学医学部麻酔科 教授                                            | 岐阜市   | 岐阜大学医学部講堂               |
| 第5回学術集会  | 1989年 2月     | 山本道雄                     | 岐阜大学医学部麻酔科 教授                                            | 岐阜市   | 岐阜大学医学部講堂               |
| 第6回総会      | 1989年10月28日 | 侘美義昭                     | 愛知医科大学麻酔救急医学 教授                                        | 愛知     | 愛知医科大学附属病院講堂         |
| 第6回学術集会  | 1990年 3月3日  | 侘美義昭                     | 愛知医科大学麻酔救急医学 教授                                        | 名古屋   | 名古屋国際センターホール         |
| 第7回総会      | 1990年10月13日 | 皿井 進 (代行:神野哲夫)      | 藤田保健衛生大学救命救急センター長 (藤田保健衛生大学脳神経外科 教授) | 名古屋市 | 名古屋電気文化会館イベントホール |
| 第7回学術集会  | 1991年 3月9日  | 皿井 進 (代行:神野哲夫)      | 藤田保健衛生大学救命救急センター長 (藤田保健衛生大学脳神経外科 教授) | 名古屋市 | 今池ガスホール                   |
| 第8回総会      | 1991年10月19日 | 下地英機                     | 国立東静岡病院第一外科 医長                                          | 静岡県   | 静岡県総合社会福祉会館           |
| 第8回学術集会  | 1992年 3月7日  | 下地英機                     | 国立東静岡病院第一外科 医長                                          | 静岡県   | 静岡県産業経済会館               |
| 第9回総会      | 1992年10月17日 | 大場 清                      | 名古屋掖済会病院救命救急センター長                                   | 名古屋   | 名古屋市中区役所ホール           |
| 第9回学術集会  | 1993年 3月6日  | 大場 清                      | 名古屋掖済会病院救命救急センター長                                   | 名古屋   | 名古屋市中区役所ホール           |
| 第10回総会     | 1993年10月2日  | 中川 泰                      | 山田赤十字病院救命救急センター長 兼 山田赤十字病院 副院長            | 三重     | 三重県医師会館                   |
| 第10回学術集会 | 1994年 2月12日 | 中川 泰                      | 山田赤十字病院救命救急センター長 兼 山田赤十字病院 副院長            | 三重     | 伊勢市観光文化会館               |
| 第11回総会     | 1994年10月1日  | 島田康弘                     | 名古屋大学麻酔科 教授                                                | 名古屋   | 名古屋市中区役所ホール           |
| 第11回学術集会 | 1995年 3月10日 | 島田康弘                     | 名古屋大学麻酔科 教授                                                | 名古屋   | 名古屋市中区役所ホール           |
| 第12回総会     | 1995年10月7日  | 河合寿一 (名誉会長:須原邦和) | 岐阜県立岐阜病院 副院長 (岐阜県立岐阜病院 名誉院長)                  | 岐阜市   | 長良川国際会議場                 |
| 第12回学術集会 | 1996年 2月10日 | 河合寿一 (名誉会長:須原邦和) | 岐阜県立岐阜病院 副院長 (岐阜県立岐阜病院 名誉院長)                  | 岐阜市   | 岐阜グランドホテル               |
| 第13回総会     | 1996年 9月28日 | 野口 宏                      | 愛知医科大学高度救命救急センター 教授                                | 名古屋   | 名古屋国際会議場                 |
| 第13回学術集会 | 1997年 2月8日  | 野口 宏                      | 愛知医科大学高度救命救急センター 教授                                | 名古屋   | 名古屋市中区役所ホール           |
| 第14回総会     | 1997年10月4日  | 内村正幸                     | 静岡県立西部浜松医療センター 院長                                    | 静岡県   | アクトシティー浜松               |
| 第14回学術集会 | 1998年2月28日  | 内村正幸                     | 静岡県立西部浜松医療センター 院長                                    | 静岡県   | アクトシティー浜松               |
| 第15回総会     | 1998年9月12日  | 奥寺敬                       | 信州大学医学部附属病院救急部 助教授                                  | 松本     | 松本市勤労者福祉センター         |
| 第15回学術集会 | 1999年2月13日  | 奥寺敬                       | 信州大学医学部附属病院救急部 助教授                                  | 松本     | 長野県松本文化会館               |
| 第16回総会     | 1999年10月9日  | 上山昌史                     | 社会保険中京病院救急科 主任部長                                      | 名古屋   | 名古屋国際会議場                 |
| 第16回学術集会 | 2000年2月12日  | 上山昌史                     | 社会保険中京病院救急科 主任部長                                      | 名古屋   | 名古屋市中区役所ホール           |
| 第17回総会     | 2000年10月14日 | 丸山一男                     | 三重大学医学部麻酔科 教授                                            | 三重     | 三重県医師会館                   |
| 第17回学術集会 | 2001年2月24日  | 丸山一男                     | 三重大学医学部麻酔科 教授                                            | 三重     | 三重県医師会館                   |
| 第18回総会     | 2001年10月13日 | 中川 隆                      | 名古屋市救急救命士養成所                                             | 愛知     | 愛知医科大学たちばなホール       |
| 第18回学術集会 | 2002年2月9日   | 中川 隆                      | 名古屋市救急救命士養成所                                             | 名古屋   | 名古屋市中区役所ホール           |
| 第19回総会     | 2002年11月23日 | 大熊晟夫                     | 岐阜県立岐阜病院                                                     | 岐阜市   | 長良川国際会議場                 |
| 第19回学術集会 | 2003年2月22日  | 大熊晟夫                     | 岐阜県立岐阜病院                                                     | 岐阜市   | 岐阜県県民文化ホール未来会館     |